# Junichi Yamamoto
Junichi Yamamoto (1973) es un deportista japonés que compitió en triatlón. Ganó cinco medallas en el Campeonato Asiático de Triatlón entre los años 1997 y 2005.

## Palmarés internacional
| Campeonato Asiático | Campeonato Asiático        | Campeonato Asiático | Campeonato Asiático |
| Año                 | Lugar                      | Medalla             | Prueba              |
| ------------------- | -------------------------- | ------------------- | ------------------- |
| 1997                | Bahía de Súbic (Filipinas) | Medalla de plata    | Individual          |
| 1998                | Changi (Singapur)          | Medalla de plata    | Individual          |
| 1999                | Sokcho (Corea del Sur)     | Medalla de bronce   | Individual          |
| 2001                | Kota Kinabalu (Malasia)    | Medalla de plata    | Individual          |
| 2005                | Singapur (Singapur)        | Medalla de plata    | Individual          |